# (52439) 1994 QL
1994 كيو أل (ويعرف أيضًا باسم (52439) 1994 كيو أل وفق تسمية الكوكب الصغير) (بالإنجليزية: 1994 QL)‏ هو كويكب ضمن حزام الكويكبات؛ وترتيبه 52439 من حيث الاكتشاف.
اكتُشف هذا الجُرم الفلكي بواسطة روبرت إتش ماكنوت في 16 أغسطس 1994.

## وصلات خارجية
- (52439) 1994 QL في قاعدة بيانات مختبر الدفع النفاث لأجرام النظام الشمسي الصغيرة

- الاكتشاف · مخطط المدار ·  العناصر المدارية · المعلمات المادية

- (52439) 1994 QL على موقع ويكي سكاي: DSS2, SDSS, GALEX, IRAS, Hydrogen α, X-Ray, Astrophoto, Sky Map, Articles and images